# الكفر الجديد (الرحمانية)
قرية الكفر الجديد هي إحدى القرى التابعة لمركز الرحمانية في محافظة البحيرة في جمهورية مصر العربية. حسب إحصاءات سنة 2006، بلغ إجمالي السكان في الكفر الجديد 2572 نسمة، منهم 1285 رجل و1287 امرأة.